# Videoschandalen
De Videoschandalen (Spaans: Videoescándalos) waren een serie schandalen tussen 2004 en 2006 in Mexico die door middel van video's bekend werden gemaakt.

## 2004
De eerste serie werd naar buiten gebracht in februari 2004 en betrof Jorge Emilio González Martínez van de Groene Ecologische Partij van Mexico (PVEM), die voor twee miljoen dollar werd omgekocht door projectontwikkelaars in ruil voor het vergemakkelijken van het verkrijgen van vergunningen in Cancún, dat geregeerd werd door de PVEM.
Deze video werd al snel overschaduwd door een die naar buiten werd gebracht door de zakenman Carlos Ahumada. Deze video toonde Gustavo Ponce, chef financiën van Andrés Manuel López Obrador van de Partij van de Democratische Revolutie (PRD), destijds burgemeester van Mexico-Stad, die in Las Vegas gokte met geld uit de kas van Mexico-Stad. Na onderzoek bleek dat Ponce 3 miljoen dollar verduisterd had. Korte tijd later bracht Ahumada een tweede video naar buiten betreffende López Obradors persoonlijke secretaris René Bejarano en Carlos Imaz die voor 45.000 dollar smeergeld aannam. Hoewel López Obrador niet persoonlijk betrokken is geweest bij deze schandalen, verwijten critici het hem dat hij niet voldoende en te laat afstand had genomen van zijn medewerkers. Wel was López Obradors' voorgangster Rosario Robles betrokken bij de schandalen, waarna ze besloot uit de PRD te stappen. Imaz is inmiddels tot een boete veroordeeld, Bejarano is vrijgelaten en Ponce zit nog steeds vast. Ahumada werd later gearresteerd en gevangengezet wegens verschillende aanklachten gerelateerd aan corruptie. López Obrador beschouwde deze serie schandalen als een samenzwering tegen hem georkestreerd door zijn tegenstanders.

## 2005
In december 2005 werd door een Amerikaanse krant een video vrijgegeven waarin vier gekidnapte Zetas gevangengenomen en mishandeld worden door leden van een rivaliserend drugskartel. Deze narcovideo was verder ongerelateerd aan de andere schandalen.

## 2006
Op 5 juni 2006 kondigde Ahumada's echtgenote Cecilia Gurza aan een nieuwe video vrij te geven waarin andere PRD-politici betrokken zou zijn bij corruptieschandalen. Een dag later werd er een vermeende aanslag op haar leven gepleegd, waardoor ze besloot van het uitzenden van de video af te zien. Officiële onderzoeken naar deze aanslag hebben tot nog toe geen resultaten opgeleverd, en de regering van Mexico-Stad heeft de vermoedens ge-uit dat er helemaal geen sprake was van een aanslag maar dat deze door Gurza zelf in scène gezet zou zijn. Gurza en Ahumada ontkenden dit.